# تاريخ علم العقاب
تاريخ علم العقاب هو علم حديث تعود نشأته إلى القرن السابع عشر ومنذ ذلك الحين إلى يومنا هذا مر علم العقاب بمراحل عديدة وقد ساهمت عوامل كثيرة في تطوره. وقد تمت معالجة الأمور المتقدمة في فقرات ثلاثة وندرس في الفقرة الرابعة من هذا المبحث التشريعات الخاصة بالتنفيذ العقابي.

## نشاة علم العقاب
بذات الدراسات العقابية في القرن السابع عشر نتيجة لانتشار العقوبات السالبة للحرية في التشريعات العقابية اما قبل التاريخ فقد كانت الجزاءات الجنائية تنحصر بالعقوبات البدنية المتمثلة بالإعدام أو بتر أحد أعضاء الجسم والجلد.
وكانت السجون قبل القرن السابع عشر أماكن يحجز فيها المتهم انتظار محاكمته ثم تحولت بعد ذلك إلى أماكن لتنفيذ العقوبة التي كانت ذات طابع الانتقام وتستهدف ايلام المحكوم عليه.وكان التنفيذ العقابي يتسم بالقسوة واعمال التعذيب، لهذا كانت حالة السجون مزرية مما دعا إلى الاهتمام بها من قبل بعض المصلحين.وقد بدأت الدراسات العقابية الأولى على يد فيليب فرانس من إيطاليا.واهتم جان مابلو Don Jean Mabillon من فرنسا بالسجون وقد نشر بحثا (تاثير السجن على النزلاء) اما في انكلترا فيعد جون هوارد John Howardاول من اهتم بدؤاسة السجون واشار إلى حالة السجون في أوروبا.

## مرحلة تطور علم العقاب
هناك ثلاثة مراحل اجتازتها أبحاث علم العقاب إلى أن وصلت إلى ما هو عليه الحال في الوقت الحاضر.

### المرحلة الأولى
وهي مرحلة الاهتمام بالجانب المادي للسجن وانصب جهود الباحثين في هذه الفترة على وجوب.